# Norra Sandby kyrka
Norra Sandby kyrka är en kyrkobyggnad i Hässleholms kommun. Den är sedan 2014 församlingskyrka i Hässleholms församling, Lunds stift.

## Kyrkobyggnaden
Nuvarande kyrka uppfördes åren 1863-1864 efter ritningar inlämnade i maj 1861 för godkännande av arkitekt Johan Fredrik Åbom och invigdes 6 november 1864. I juli 1862 utbjöds entreprenadauktion för kyrkbygget. Vid invigningen Allhelgonadag, så skänktes även en orgel till kyrkan av prosten och kyrkoherden P. Jönsson från Stoby. Stenkyrkan består av ett långhus med smalare korabsid i öster och trappgavelstorn i väster. I kyrkorummets kor finns målningar utförda 1952 av Pär Siegård.

## Inventarier

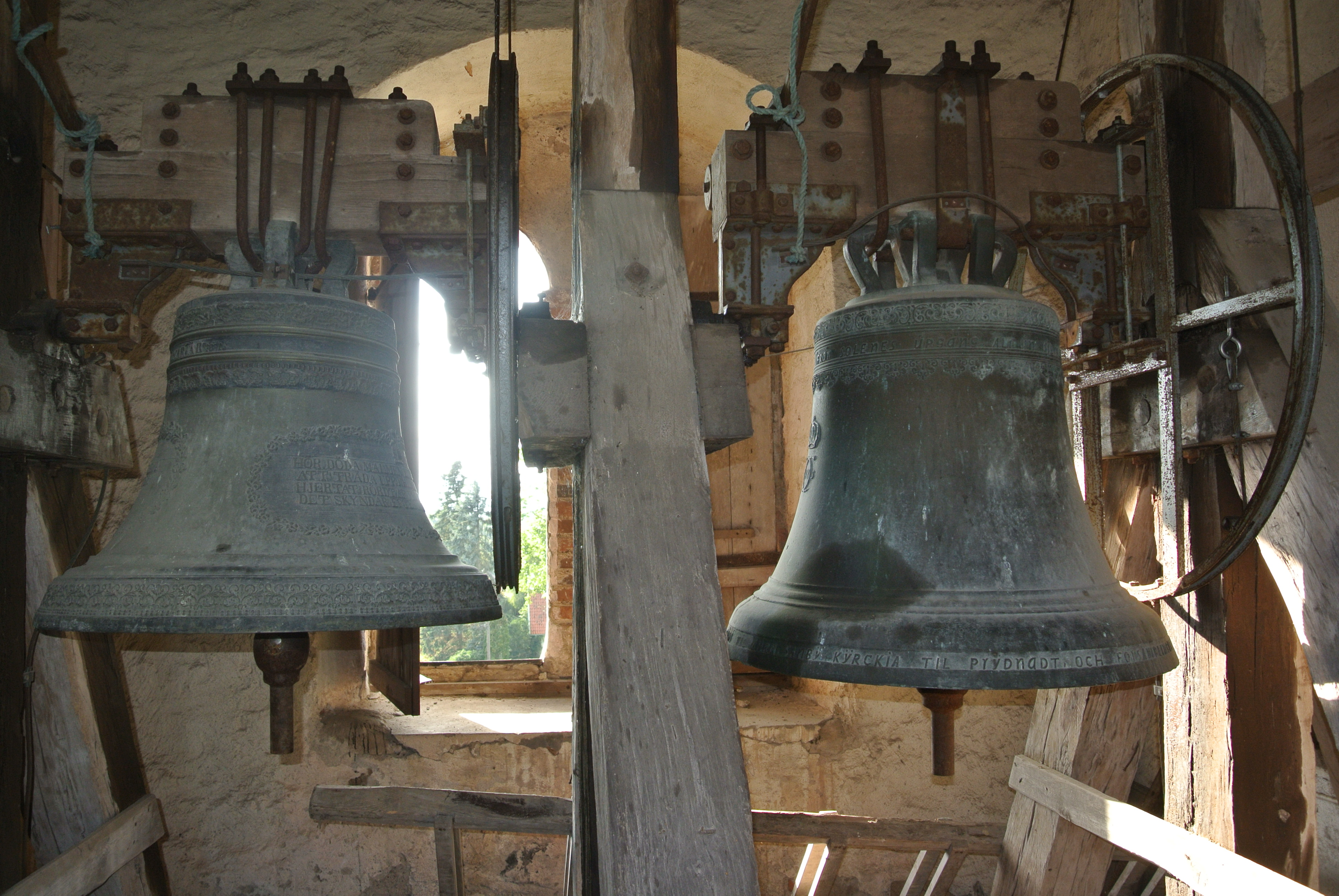
Klockorna

- KlockornaDopfunten av gråsten med cylindrisk cuppa är från början av 1200-talet.
- På altare står ljusstakar av malm från 1643.
- I tornet hänger 2 kyrkklockor. Storklockan är gjuten år 1698 och lillklockan är gjuten år 1871 i Kalmar av JP Forssberg
- Ett krucifix av trä är från 1400-talet.
- Nuvarande orgel är byggd 1983 av Mårtenssons orgelfabrik i Lund.

### Orgel
- 1864 byggde Jöns Olsson Lundahl & Knud Olsen, Malmö, en orgel med 6 stämmor
- 1946 byggde E A Setterquist & Son, Örebro en orgel med 11 stämmor.
- Den nuvarande orgeln byggdes 1983 av A. Mårtenssons Orgelfabrik AB, Lund och är en mekanisk orgel. Fasaden är ny och ritad av Torsten Leon-Nilson.

| Huvudverk I    | Svällverk II      | Pedal        | Koppel |
| Principal 8´   | Rörflöjt 8´       | Subbas 16´   | I/P    |
| Gedackt 8'     | Blockflöjt 4'     | Flöjtbas 8'  | II/P   |
| Oktava 2'      | Kvint 2 2/3'      | Principal 4' | II/I   |
| Koppelflöjt 4' | Principal 2'      | Fagott 16'   |        |
| Waldflöjt 2'   | Ters 1 3/5'       |              |        |
| Mixtur 4 chor  | Cymbel 2 chor     |              |        |
| Trumpet 8'     | Oboe 8'           |              |        |
|                | Tremulant         |              |        |
|                | Crescendosvällare |              |        |

### Webbkällor
- Demografisk Datablad Södra Sverige
- Hässleholms församling informerar
- Visit Hässleholm